# Кармила
Кармила (енгл. Carmilla) је готичка новела ирског писца Шеридана ле Фануа и једно од најранијих дела вампирске фикције, објављено 25 година пре Дракуле Брема Стокера. Први пут објављену као серијал у часопису The Dark Blue (1871–1872), причу приповеда млада жена коју плени вампирица по имену Кармила, за коју се касније открије да је Миркала, грофица од Карнштајна. Њен лик је прототипски пример лезбејске вампирице, која изражава романтичне тежње према протагонисткињи. Прича је често антологизована, и много пута је адаптирана у филмовима и другим медијима.

## Радња
Лаура, млада протагонисткиња, приповеда, почевши од свог детињства у „живописном и усамљеном” замку усред простране шуме у Штајерској, где живи са својим оцем, богатим енглеским удовцем који се повукао из службе Аустријском царству. Када је имала шест година, Лаура је имала визију веома лепе младе даме која је дошла у њену спаваћу собу. Касније је тврдила да је осетила као да су се две игле забиле у њене груди, али нису јој пронађене ране. Сви укућани уверавају Лауру да је то био само сан, али појачавају бригу о девојчици.
Дванаест година касније, Лаура и њен отац диве се заласку сунца испред замка када јој отац исприча о писму свог пријатеља, генерала Шпилсдорфа. Генерал је требало да их посети са својом нећакињом Бертом Рајнфелт, али је Берта изненада умрла под мистериозним околностима. Генерал у писму двосмислено наговештава да ће о околностима детаљно разговарати када их следећи пут посети.
Лаура, тужна због губитка потенцијалне пријатељице, жуди за неким новим познанством. Несрећа са кочијом испред Лауриног дома неочекивано доводи девојку Лауриних година у бригу породице. Њено име је Кармила. Обе девојке се одмах препознају из „сна” које су обе имале у младости.
Чини се да је Кармила повређена након несреће у кочији, али њена тајанствена мајка обавештава Лауриног оца да је њено путовање хитно и да не може да га одложи. Договара да ћерку остави са Лауром и њеним оцем док се не врати за три месеца. Пре него што оде, она строго напомиње да њена ћерка неће открити никакве информације о својој породици, прошлости или себи, и да је Кармила здрава. Лаура коментарише да се ове информације чине непотребним, а њен отац се смеје.
Кармила и Лаура постају веома блиске пријатељице, али с времена на време се Кармилино расположење нагло промени. Понекад се чини као да је заљубљена у Лауру. Кармила одбија да каже било шта о себи, упркос Лаурином испитивању. Њена тајновитост није једина мистериозна ствар у вези са Кармилом; она се никада не придружује члановима домаћинства у молитвама, спава већи део дана, а чини се ноћу хода у сну напољу.
У међувремену, жене и девојке у оближњим градовима почеле су да умиру од непознате болести. Када погребна поворка једне такве жртве прође поред две девојке, Лаура се придружује погребној химни. Кармила пршти од беса и грди Лауру, жалећи се да химна наноси бол њеним ушима.
Када стигне пошиљка рестаурираних наслеђених слика, Лаура проналази портрет свог претка, Миркале, грофице од Карнштајна, из 1698. године. Жена на портрету подсећа на Кармилу до те мере да чак има и идентичан младеж на врату. Кармила сугерише да би могла водити порекло од Карнштајнових, иако је та породица изумрла вековима раније.
Током Кармилиног боравка у замку, Лаура има ноћне море велике звери попут мачке која улази у њену собу. Звер скаче на њен кревет и Лаура осети нешто попут убода две игле дубоко у њене груди. Звер тада поприма облик женске фигуре и нестаје кроз врата не отварајући их. У још једној ноћној мори, Лаура чује глас који говори: „Твоја мајка те упозорава да се чуваш убице”, а изненадно светло открива Кармилу како стоји у подножју њеног кревета, чија спаваћица је натопљена крвљу. Лаурино здравствено стање се погоршава, а њен отац позва доктора да је прегледа. Он проналази малу, плаву тачку, центиметар или два испод њене крагне, где ју је створење из њеног сна угризло, и насамо разговара са њеним оцем, тражећи да Лаура никада не буде без надзора.
Њен отац креће са Лауром у кочији у разорено село Карнштајн, удаљено три миље. За собом остављају поруку у којој траже од Кармиле и једне гувернанте да их прате када се Кармила, која стално спава до касно, пробуди. На путу за Карнштајн, Лаура и њен отац наилазе на генерала Шпилсдорфа. Он им прича своју језиву причу.
На маскенбалу, Шпилсдорф и његова нећакиња Берта упознали су веома лепу младу даму по имену Миларка и њену загонетну мајку. Берта је одмах опчињена Миларком. Њена мајка је убедила генерала да је она његова стара пријатељица и замолила да се Миларки дозволи да остане код њих три недеље док се она бави тајном ствари од велике важности.
Берта се мистериозно разболела, суочавајући се са истим симптомима као и Лаура. После консултације са лекаром, генерал је схватио да Берту посећује вампир. Сакрио се са мачем и чекао док се велико, црно створење недефинисаног облика не увуче у кревет његове нећакиње и крене ка њеном грлу. Скочио је из свог скровишта и напао створење које је тада попримило облик Миларке. Побегла је кроз закључана врата, неповређена. Берта је умрла пре него што је јутро свануло.
По доласку у Карнштајн, генерал пита шумара где може да пронађе гробницу Миркале Карнштајн. Шумар говори да је гробницу давно преместио један моравски племић који се решио вампира који су опседали регион.
Док су генерал и Лаура сами у срушеној капели, појављује се Кармила. Генерал и Кармила побесне када угледају једно друго, а генерал је напада секиром. Кармила разоружа генерала и нестаје. Генерал објашњава да је Кармила такође Миларка; оба имена су анаграм за оригинално име вампирице Миркале, грофице од Карнштајна.
Њим се придружује и барон Ворденбург, потомак јунака који је давно ослободио ово подручје од вампира. Ворденбург је открио да је његов предак био љубавник грофице од Карнштајна пре него што је она умрла. Користећи белешке свог претка, он је лоцирао Миркалину скривену гробницу, а Царска комисија ексхумира Миркалино тело. Уроњено у крв, чини се да једва дише, срце јој куца, а очи су јој отворене. Када јој је колац пробијен кроз срце она испушта ужасавајући крик; потом јој је одсечена глава. Њено тело и глава се спаљују до пепела, који се потом посипа у реку.
Након тога, Лаурин отац води своју ћерку на једногодишњи обилазак Италије како би повратила здравље и опоравила се од трауме, али она то никада не успева у потпуности.

## Објављивање
Кармила, објављена у наставцима у књижевном часопису The Dark Blue крајем 1871. и почетком 1872. године, поново је штампана у Ле Фануовој збирци кратких прича Кроз тамно стакло (1872). Упоређујући рад два илустратора ове приче, Дејвида Хенрија Фристона и Мајкла Фицџералда — чије се илустрације појављује у чланку у часопису, али не и у модерним штампаним издањима књиге — откривају се недоследности у приказима ликова. Сходно томе, настала је конфузија у вези са повезивањем слика са заплетом. Изабела Мазанти је илустровала издање књиге из 2014. године.

## Мотиви
Кармила показује примарне карактеристике готичке фикције. Дело укључује натприродну фигуру, мрачно окружење старог замка, атмосферу мистерије и злослутне или сујеверне елементе.
У новели, Ле Фану одбацује викторијански поглед на жене као на само корисне поседе мушкараца, које се ослањају на њих и којима је потребна њихова стална заштита. Мушки ликови приче, као што су Лаурин отац и генерал Шпилсдорф, приказани су као супротност традиционалним викторијанским мушкарцима – беспомоћни и непродуктивни. Безимени отац постиже договор са Кармилином мајком, док Шпилсдорф не може да контролише веру своје нећакиње Берте. Обе ове сцене приказују жене као једнаке, ако не и супериорније у односу на мушкарце. Ово оснаживање жена још више прети мушкарцима ако се узму у обзир Кармилини вампирски претходници и њихов однос са пленом. Кармила је супротност тим мушким вампирима – она је заправо повезана са својим жртвама и емоционално и (у теорији) сексуално. Штавише, она је у стању да превазиђе још више ограничења доминирајући смрћу. На крају, сугерише се да њену бесмртност одржава река где је био расут њен пепео.
Ле Фану такође одступа од негативне идеје женског паразитизма и лезбејства тако што приказује међусобну и неодољиву везу између Кармиле и Лауре. Ова друга, заједно са другим женским ликовима, постаје симбол свих викторијанских жена – суздржаних и осуђиваних због својих емоционалних инстинката. Двосмисленост Лауриног говора и понашања открива њену борбу да у потпуности изрази своје бриге и жеље.
Други важан елемент Кармиле је концепт дуализма представљен кроз јукстапозицију вампира и човека, као и лезбејки и хетеросексуалаца. То је такође видљиво у Лауриној неодлучности, будући да она „осећа и привлачност и одбојност” према Кармили. Дуалност Кармилиног лика сугеришу њени људски атрибути, недостатак предаторског понашања и њено заједничко искуство са Лауром. Према Габријели Јонсон, Кармила се може посматрати као репрезентација тамне стране читавог човечанства.

## Утицај
Кармила, насловни лик, оригинални је прототип за легију женских и лезбејских вампира. Иако Ле Фану приказује сексуалност своје вампирице са опрезом, што би се могло и очекивати за његово време, лезбејска привлачност је очигледно главна динамика између Кармиле и Лауре као приповедача:
Некада би ме после сат времена проведених у стању апатије моја чудна и лепа другарица узела за руку и држала је у нежном стиску, и то је понављала изнова и изнова; благо црвенећи, зурећи у моје лице непомичним, али ужагреним очима и дишући толико брзо да се њена хаљина подизала и спуштала са сваким неправилним дахом. Било је то попут љубавничког жара; посрамљивало ме је; било је одбојно, а ипак неодољиво; и гледајући ме похлепно, привлачила ме је себи, а њене вреле усне су ми обасипале образ пољупцима; и прошаптала би, скоро кроз јецај: „Ти си моја, бићеш моја, ти и ја смо спојене заувек.” (Кармила, четврто поглавље).
У поређењу са другим књижевним вампирима 19. века, Кармила је сличан продукт културе са строгим погледима на сексуалност и опипљивим верским страхом. Док је Кармила бирала искључиво женске жртве, она постаје емоционално повезана само са неколико од њих. Кармила је имала ноћне навике, али није била ограничена на таму. Имала је неземаљску лепоту, могла је да промени свој облик и да прође кроз чврсте зидове. Њен животињски алтер его била је монструозна црна мачка, а не велики пас као у Дракули. Ипак, спавала је у ковчегу. Кармила делује као готичка хорор прича јер су њене жртве приказане као подлегле перверзном и несветом искушењу које за њих има тешке метафизичке последице.
Неки критичари, међу којима је и Вилијам Видер, сугеришу да је Кармила, нарочито у својој необичној употреби наративних оквира, имала важан утицај на Окретај завртња Хенрија Џејмса (1898).

### ДракулаБрема Стокера
Ле Фануово дело је имало знатан утицај на роман Дракула Брема Стокера:
- Обе приче су испричане у првом лицу. Дракула проширује идеју извештаја првог лица креирањем низа уноса у дневник и дневника различитих особа и стварањем веродостојне позадинске приче за њихово састављање.
- Оба аутора се препуштају мистерији, иако Стокер иде даље од Ле Фануа дозвољавајући ликовима да реше енигму вампира заједно са читаоцем.
- Описи насловног лика у Кармили и Луси у Дракули су слични. Поред тога, обе жене ходају у сну.
- Стокеров др Абрахам ван Хелсинг је сличан Ле Фануовом стручњаку за вампире, барону Ворденбургу: оба лика истражују и спроводе акције за побеђивање вампира.
- Симптоми описани у Кармили и Дракули су веома упоредиви.[28]
- Оба насловна антагониста − Кармила и Дракула, респективно, претварају се да су потомци много старијих племића који носе иста имена, али се на крају открива да они управо и јесу њихови „преци”. Међутим, са Дракулом, ово је остављено двосмислено. Иако Ван Хелсинг (лик са помало незграпним познавањем енглеског језика) наводи да је он „заиста морао бити онај војвода Дракула који је своје име изборио против Турака, преко велике реке на самој граници турске земље”, његова следећа изјава почиње са „Ако је тако”, остављајући на тај начин танку маргину нејасноће.[29]
- „Дракулин гост”, Стокерова приповетка за коју се верује да је избачени пролог романа Дракула, такође је смештена у Штајерску, где се неименовани Енглез склонио у маузолеј од олује. Тамо налази вампирицу по имену грофица Долинген фон Грац.